# Ruta 226 (Chile)
La Ruta 226 es una carretera chilena que está ubicada en la Región de Los Lagos en el sur de Chile. La ruta se inicia en Puerto Montt y finaliza en el Aeropuerto El Tepual.
El 19 de febrero de 2009, el Ministerio de Obras Públicas declaró esta ruta como camino nacional entre la Ruta 5 y el Aeropuerto El Tepual, asignándole el rol 226.

## Áreas Geográficas y Urbanas

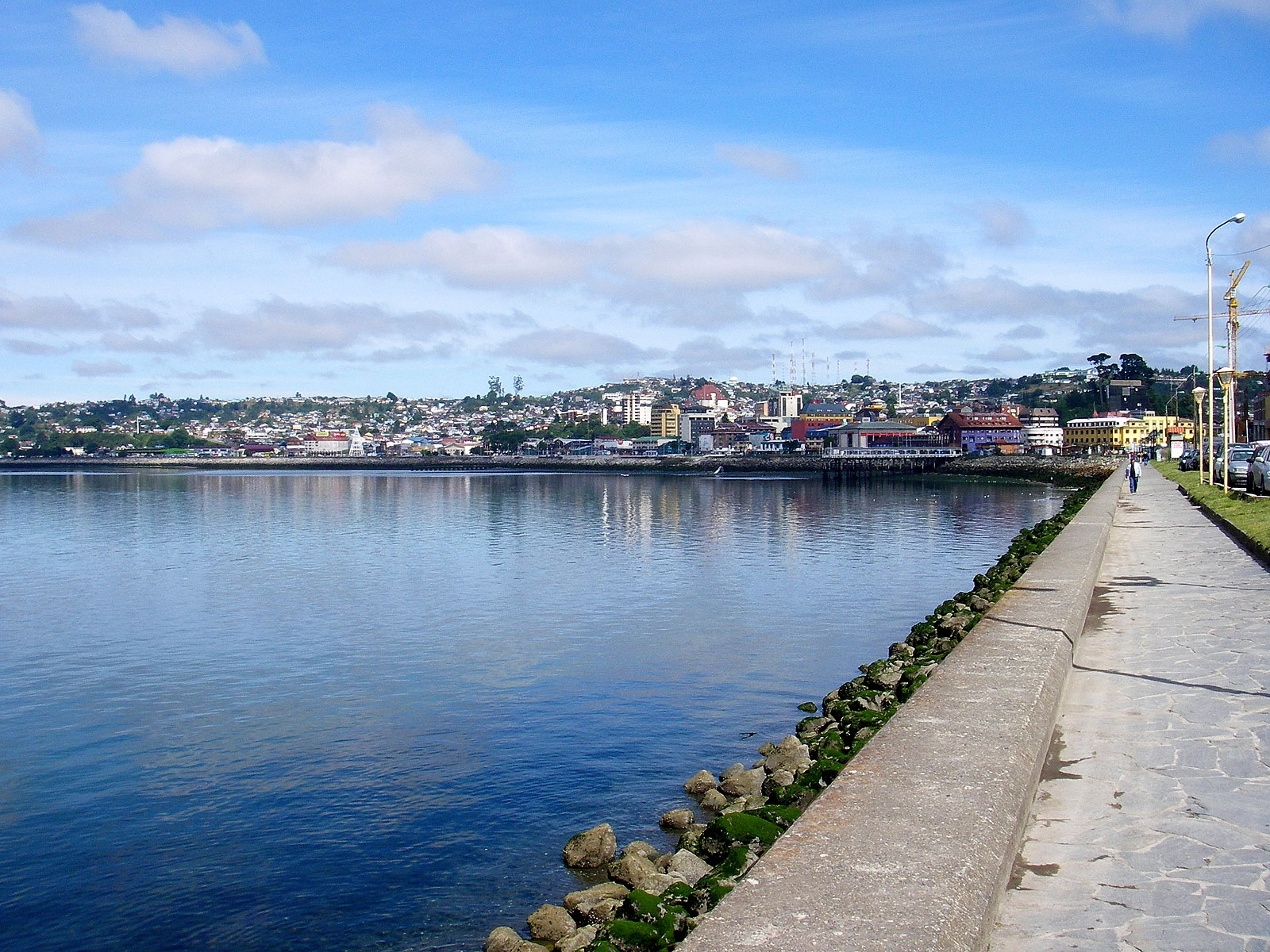
Vista de Puerto Montt.

- kilómetro 0 Comuna de Puerto Montt.
- kilómetro 15 Aeropuerto El Tepual y Acceso a Monumento Natural Lahuen Ñadi.

## Sectores de la Ruta
- Puerto Montt·Aeropuerto El Tepual Carretera Pavimentada.